# 13 czerwca
13 czerwca jest 164. (w latach przestępnych 165.) dniem w kalendarzu gregoriańskim. Do końca roku pozostaje 201 dni.

## Święta
- Imieniny obchodzą: Akwilina, Antoni, Chociemir, Gerard, Gerarda, Gracja, Grzegorz, Herman, Lubowid, Lucjan, Peregryn, Rambert i Tryfiliusz.
- Polska – Święto Żandarmerii Wojskowej
- wspomnienia i święta w Kościele katolickim[1][2] obchodzą:
  - św. Antoni z Padwy (prezbiter i doktor Kościoła)
  - św. Fandyl (Fandilas) – meczennik

## Wydarzenia w Polsce
- 1508 – Pospolite ruszenie Wielkiego Księstwa Litewskiego opuściło Lidę do akcji przeciwko wojskom moskiewskim.
- 1526 – Na Długim Targu w Gdańsku ścięto 14 przywódców luterańskiego tumultu gdańskiego z Jerzym Wendlandem na czele.
- 1533 – W krypcie nowo wybudowanej Kaplicy Zygmuntowskiej na Wawelu odbył się drugi pogrzeb zmarłej w 1515 roku pierwszej żony króla Zygmunta I Starego Barbary Zápolyi oraz ich zmarłej w 1520 roku 5-letniej córki Anny.
- 1558 – Otwarto Gdańskie Gimnazjum Akademickie.
- 1638 – Powstanie Ostranicy: rozpoczęła się bitwa pod Żowninem.
- 1777 – Do Jarosławia, po spłonięciu ich dotychczasowego klasztoru w Bochni, przybyli dominikanie.
- 1896 – W Grudziądzu uruchomiono pierwszą linię tramwaju konnego.
- 1905 – Przed Sądem Wojskowym w Warszawie stanął bojowiec PPS Stefan Aleksander Okrzeja.
- 1906 – W Krakowie założono Klub Sportowy Cracovia (jako Akademicki Klub Footballowy).
- 1915 – I wojna światowa: 2. szwadron ułanów II Brygady Legionów pod dowództwem rotmistrza Zbigniewa Dunina-Wąsowicza przypuścił szarżę pod Rokitną na pozycje rosyjskie.
- 1919 – Założono Centralną Bibliotekę Wojskową w Warszawie.
- 1926 – W Krakowie została założona PPS-Lewica.
- 1934 – Z trzydniową oficjalną wizytą przybył do Polski minister propagandy III Rzeszy Joseph Goebbels.
- 1943 – Rzeź wołyńska: 40 Polaków zostało zamordowanych przez ukraińskich szowinistów w miejscowości Kołki.
- 1944 – Kierownik Wydziału Informacji Biura Informacji i Propagandy AK, prezes Stronnictwa Demokratycznego Jerzy Makowiecki oraz jego żona Zofia zostali uprowadzeni z mieszkania w Warszawie i zastrzeleni w okolicach wsi Górce (obecnie osiedle warszawskiej dzielnicy Bemowo). W tym samym czasie zastrzelono w jego mieszkaniu w Warszawie historyka i pracownika wydziału kierowanego przez Makowieckiego Ludwika Widerszala. Egzekucji podejrzewanych o współpracę z radzieckim wywiadem Makowieckiego i Widerszala dokonano z inspiracji oficerów kontrwywiadu AK związanych z obozem nacjonalistycznym, bez zgody Komendy Głównej AK, Delegata Rządu na Kraj i Państwowego Korpusu Bezpieczeństwa.
- 1946 – Dekretem rządowym wprowadzono tzw. Mały kodeks karny.
- 1958:
  - Rządy PRL i Czechosłowacji podpisały porozumienie kończące wzajemne spory graniczne.
  - Utworzono Ochotnicze Hufce Pracy.
- 1977 – Premiera komedii filmowej Kochaj albo rzuć w reżyserii Sylwestra Chęcińskiego.
- 1980 – Grażyna Rabsztyn ustanowiła w Warszawie rekord świata w biegu na 100 m przez płotki (12,36 s).
- 1987 – Papież Jan Paweł II odprawił mszę św. na płycie lotniska Łódź Lublinek.
- 1999 – Jan Paweł II beatyfikował w Warszawie 108 męczenników.
- 2001 – Zarejestrowano Prawo i Sprawiedliwość.
- 2004 – W Polsce po raz pierwszy przeprowadzono wybory do Parlamentu Europejskiego, w których zwyciężyła Platforma Obywatelska.
- 2023 – Synod Kościoła Polskokatolickiego w RP dokonał wyboru czterech nowych biskupów. Na nowego biskupa-zwierzchnika Kościoła wybrano ks. Andrzeja Gontarka, będącego z urzędu także ordynariuszem diecezji warszawskiej oraz przewodniczącym Rady Synodalnej Kościoła. Na biskupa ordynariusza diecezji krakowsko-częstochowskiej wybrano ks. inf. Antoniego Normana, zaś na biskupa ordynariusza diecezji wrocławskiej wybrano ks. inf. Stanisława Bosego. Na biskupa pomocniczego diecezji warszawskiej wybrano ks. Henryka Dąbrowskiego[3].

## Wydarzenia na świecie
- 1099 – I wyprawa krzyżowa: nieudany pierwszy szturm krzyżowców na Jerozolimę.
- 1249 – Aleksander III został koronowany na króla Szkocji.
- 1283 – Lubeka, Wismar, Rostock, Stralsund, Greifswald, Szczecin, Demmin, Anklam, książę Saksonii-Lauenburg Jan I, książęta meklemburscy, książę pomorski Bogusław IV i książę rugijski Wisław II zawarli w Rostocku pokój ziemski wymierzony przeciwko Brandenburgii.
- 1525 – Marcin Luter poślubił Katarzynę von Borę.
- 1545 – Leiria w Portugalii uzyskała prawa miejskie.
- 1611 – II wojna polsko-rosyjska: wojska polskie zdobyły po oblężeniu Smoleńsk.
- 1612 – Maciej Habsburg został wybrany na cesarza rzymsko-niemieckiego.
- 1625 – Król Anglii Karol I Stuart poślubił Henriettę Marię Burbon.
- 1643 – Szwedzki Askersund uzyskał prawa miejskie.
- 1653 – I wojna angielsko-holenderska: zwycięstwo Anglików w bitwie morskiej płyciźnie Gabbard.
- 1665 – II wojna angielsko-holenderska: zwycięstwo Anglików w bitwie morskiej pod Lowestoft.
- 1673 – Wojna Francji z koalicją hiszpańsko-austriacko-lotaryńską: rozpoczęło się oblężenie Maastricht.
- 1721 – Wielka Brytania, Francja i Hiszpania zawarły układ madrycki.
- 1724 – Król Prus Fryderyk Wilhelm I wydał reglament ratuszowy, który scalał trzy miasta: Stare Miasto, Knipawę i Lipnik, wraz z należącymi do nich wolniznami, w jedno miasto Królewiec.
- 1798 – Rewolucja irlandzka: zwycięstwo wojsk brytyjskich w bitwie pod Ballynahinch.
- 1842 – Królowa brytyjska Wiktoria jako pierwsza głowa państwa odbyła podróż pociągiem.
- 1849 – Nieudana próba wzniecenia rewolucji w Paryżu.
- 1855 – W Paryżu odbyła się premiera opery Nieszpory sycylijskie Giuseppe Verdiego.
- 1858 – Na rzece Missisipi pod Memphis zatonął w wyniku wybuchu kotła parowiec „Pennsylvania” z ok. 250 osobami na pokładzie.
- 1873 – Kanadyjski astronom James Craig Watson odkrył planetoidę (132) Aethra, pierwszą przecinającą orbitę Marsa.
- 1878 – Rozpoczęły się obrady kongresu berlińskiego.
- 1879 – Francuski astronom Alphonse Borrelly odkrył planetoidę (198) Ampella.
- 1881 – Na Morzu Wschodniosyberyjskim został zgnieciony przez lód statek USS „Jeannette” z wyprawą badawczą pod dowództwem George’a Washingtona De Longa. Podczas próby wydostania się na saniach i łodziach na brzeg syberyjski i następnie z wyczerpania na lądzie zginęła większość członków wyprawy, w tym dowódca.
- 1883 – Carl Johan Thyselius został premierem Szwecji.
- 1886 – Otto I został królem Bawarii.
- 1887 – W Walencji uruchomiono pierwszą linię tramwaju konnego.
- 1891 – Założono Muzeum Archeologiczne w Stambule.
- 1892 – W Kijowie uruchomiono pierwszą linię tramwaju elektrycznego.
- 1898 – W Kanadzie utworzono Terytorium Jukonu.
- 1902 – Założono amerykański koncern 3M (jako Minnesota Mining and Manufacturing Company).
- 1907 – Ustanowiono flagę stanową Pensylwanii.
- 1910 – Czteropiętrowy budynek redakcji „Montreal Herald” w Montrealu runął pod ciężarem 35-tonowego zbiornika na wodę znajdującego się na jego szczycie, w wyniku czego zginęły 32 osoby.
- 1911 – W Paryżu odbyła się premiera baletu Pietruszka Igora Strawinskiego.
- 1914 – René Viviani został premierem Francji.
- 1917 – I wojna światowa: w wyniku niemieckiego bombardowania Londynu zginęły 162 osoby, a 432 zostały ranne.
- 1919 – Gong Xinzhan został tymczasowym premierem Republiki Chińskiej.
- 1920 – Wojna polsko-bolszewicka: zakończyła się bitwa pod Borodzianką koło Kijowa (11-13 czerwca).
- 1923 – Prezydent Republiki Chińskiej Li Yuanhong ustąpił ze stanowiska. Jego obowiązki przejął tymczasowy premier Zhang Shaozeng.
- 1924:
  - Gaston Doumergue został prezydentem Francji.
  - Założono centralne radzieckie przedsiębiorstwo filmowe Sowkino.
- 1925:
  - Amerykanin William DeHart Hubbard ustanowił w Chicago rekord świata w skoku w dal (7,89 m.)
  - Charles Francis Jenkins przeprowadził zsynchronizowaną transmisję obrazu i dźwięku z wykorzystaniem 48-liniowego systemu mechanicznego. Dziesięciominutowy film poruszającego się wiatraka przesłał na odległość 8 km z miejscowości Anacostia (dzisiaj część Waszyngtonu) do Waszyngtonu.
- 1926 – W Tallinnie oddano do użytku wielofunkcyjny Stadion Kadriorg.
- 1927 – W Nowym Jorku odbyła się największa dotychczas w historii USA parada z udziałem ok. 4 mln osób, zorganizowana na cześć Charlesa Lindbergha, który w maju jako pierwszy przeleciał samotnie samolotem nad Atlantykiem bez międzylądowania.
- 1930 – Iuliu Maniu został po raz drugi premierem Rumunii.
- 1931 – Paul Doumer został prezydentem Francji.
- 1935:
  - Co najmniej 90 osób zginęło, a kilkaset zostało rannych w wyniku eksplozji w fabryce materiałów wybuchowych w niemieckiej Wittenberdze.
  - W stoczonej w Nowym Jorku walce bokserskiej o zawodowe mistrzostwo świata wagi ciężkiej Amerykanin James Braddock pokonał broniącego tytułu swego rodaka Maksa Baera.
- 1937 – W Marsylii otwarto Stade Vélodrome.
- 1938 – Hiszpańska wojna domowa: wojska frankistowskie zdobyły miasto Castelló de la Plana.
- 1939 – W nocy z 12 na 13 czerwca została spalona synagoga w Morawskiej Ostrawie (dziś część miasta Ostrawa).
- 1942:
  - Bitwa o Atlantyk: w Cieśninie Florydzkiej kuter amerykańskiej Straży Wybrzeża zatopił bombami głębinowymi niemiecki okręt podwodny U-157 wraz z całą, 52-osobową załogą.
  - Walki na Morzu Czarnym: płynący z Noworosyjska do Sewastopola radziecki wojskowy statek transportowy MS „Gruzija” został zatopiony przez samoloty Luftwaffe, w wyniku czego zginęło ok. 3,5 tys. spośród 4 tys. osób na pokładzie.
- 1943 – Wojna na Pacyfiku: japoński okręt podwodny I-9 został zatopiony wraz ze 101-osobową załogą u wybrzeży wyspy Kiska w archipelagu Aleutów przez amerykański niszczyciel USS „Frazier”.
- 1944 – Front zachodni: pod Villers-Bocage w Dolnej Normandii pojedynczy czołg Tiger dowodzony przez Michaela Wittmanna zniszczył w ciągu 20 minut 21 pojazdów (czołgów, transporterów opancerzonych i ciężarówek) należących do brytyjskiego 4. Pułku Pancernego County of London Yeomanry.
- 1945 – W Japonii rozwiązano Stowarzyszenie Wspierania Władzy Cesarskiej.
- 1947 – Lecący z Pittsburgha samolot Douglas DC-4 należący do Pennsylvania Central Airlines rozbił się podczas podchodzenia do lądowania w Waszyngtonie, w wyniku czego zginęło wszystkich 50 osób na pokładzie.
- 1950 – Szwajcar Hugo Koblet jako pierwszy kolarz spoza Włoch wygrał Giro d’Italia.
- 1956:
  - Po 72-letniej okupacji wojska brytyjskie opuściły strefę Kanału Sueskiego.
  - W Paryżu rozegrano pierwszy finał piłkarskiego Pucharu Europy, w którym Real Madryt pokonał francuski Stade de Reims 4:3.
- 1962:
  - Na Cyprze wykonano trzy ostatnie wyroki śmierci.
  - Po dwóch latach pobytu w ZSRR późniejszy zabójca Johna F. Kennedyʼego Lee Harvey Oswald powrócił z żoną Mariną i córką do USA.
  - Premiera filmu Lolita w reżyserii Stanleya Kubricka.
- 1966 – 57 osób zginęło, a ok. 100 zostało rannych w zderzniu dwóch pociągów pasażerskich w Bombaju.
- 1970 – The Long and Winding Road jako dwudziesta i ostatnia piosenka zespołu The Beatles zajęła pierwsze miejsce w notowaniu listy przebojów Hot 100 amerykańskiego tygodnika „Billboard".
- 1974 – W RFN rozpoczęły się X Mistrzostwa Świata w Piłce Nożnej.
- 1981 – W czasie obchodów urodzin królowej 17-letni Marcus Sarjeant oddał kilka strzałów z pistoletu hukowego w kierunku jadącej konno Elżbiety II.
- 1982:
  - Fahd ibn Abd al-Aziz Al Su’ud został królem Arabii Saudyjskiej.
  - W Hiszpanii rozpoczęły się XII Mistrzostwa Świata w Piłce Nożnej.
  - W wypadku podczas startu wyścigu o Grand Prix Kanady F1 na torze w Montrealu zginął włoski kierowca Riccardo Paletti.
- 1985:
  - Oficer CIA i radziecki agent Aldrich Ames przekazał KGB nazwiska wszystkich znanych mu oficerów radzieckich oraz innych wschodnich agencji wywiadowczych, którzy współpracowali z CIA.
  - Podczas spotkania Rady Unii Europejskiej przyjęto inicjatywę greckiej minister kultury Meliny Mercouri powołania instytucji Europejskiej Stolicy Kultury.
- 1989:
  - Międzynarodowa Federacja Kynologiczna uznała rasę wilczak czechosłowacki.
  - Na Węgrzech rozpoczęły się obrady Trójkątnego Stołu.
  - Premiera filmu sensacyjnego Licencja na zabijanie w reżyserii Johna Glena.
- 1990:
  - Katedra Świętych Apostołów Piotra i Pawła w Kamieńcu Podolskim po 45 latach została zwrócona wiernym.
  - Prezydent Rumunii Ion Iliescu wysłał sprowadzonych do Bukaresztu górników, uzbrojonych w kije i łomy, przeciwko studentom demonstrującym na placu uniwersyteckim.
- 1992 – Założono Białoruską Partię Agrarną.
- 1996 – Podczas startu z japońskiej Fukuoki rozbił się z powodu awarii trzeciego silnika McDonnell Douglas DC-10 należący do linii Garuda Indonesia, w wyniku czego zginęły 3 osoby, a 257 zostało rannych.
- 1997:
  - 59 osób zginęło, a 103 zostały ranne w pożarze kina w Nowym Delhi.
  - Timothy McVeigh, główny sprawca zamachu bombowego na budynek federalny w Oklahoma City, został skazany przez sąd federalny na karę śmierci.
- 2000:
  - Prezydent Włoch Carlo Azeglio Ciampi ułaskawił tureckiego zamachowca Mehmeta Ali Ağcę.
  - Sejm Republiki Litewskiej uchwalił ustawę „O reparacjach za szkody podczas sowieckiej okupacji”. Ustawę podpisał ówczesny marszałek Sejmu Vytautas Landsbergis.
  - W Pjongjangu doszło do spotkania przywódcy Korei Północnej Kim Dzong Ila z Kim Dae-jungiem, prezydentem Korei Południowej.
- 2002 – Po wycofaniu się USA utracił moc Traktat o ograniczeniu rozwoju, testowania i rozmieszczania systemów antybalistycznych.
- 2005 – Michael Jackson został uniewinniony od zarzutu molestowania seksualnego trzynastoletniego chłopca.
- 2007:
  - 10 osób (w tym libański deputowany Walid Eido) zginęło w zamachu bombowym w Bejrucie.
  - W Waszyngtonie odsłonięto Pomnik Ofiar Komunizmu na świecie.
  - Szimon Peres został wybrany przez Kneset na urząd prezydenta Izraela.
- 2008:
  - Talibowie zaatakowali więzienie w afgańskim Kandaharze, zabijając 15 strażników i uwalniając około 1200 więźniów, w tym około 400 talibów.
  - Zakończył się bez rozstrzygnięcia trzydniowy konflikt graniczny między Erytreą a Dżibuti.
- 2009 – Po ogłoszeniu oficjalnych wyników wyborów prezydenckich w Iranie rozpoczęły się masowe protesty społeczne.
- 2011 – Nadżib Mikati został po raz drugi premierem Libanu.
- 2013:
  - Sąd Najwyższy USA orzekł jednomyślnie, że naturalnie występujące sekwencje DNA nie mogą być patentowane, zamykając sprawę ACLU-Myriad Genetics. Orzeczenie unieważniło szereg patentów, nie rozstrzygając jednak możliwości patentowania niewystępujących w przyrodzie sekwencji cDNA.
  - W Lewiston w amerykańskim stanie Nowy Jork odnaleziono, po blisko 70 latach od zaginięcia, dziennik jednego z głównych ideologów rasistowskich III Rzeszy Alfreda Rosenberga, wykorzystany podczas jego procesu przed Międzynarodowym Trybunałem Wojskowym w Norymberdze przez jego oskarżyciela, amerykańskiego prawnika Roberta Kempnera.
- 2014:
  - Gaston Browne został premierem Antigui i Barbudy.
  - Wojna w Donbasie: siły ukraińskie odzyskały kontrolę nad Mariupolem.
- 2015 – W kaplicy Królewskiej na Zamku Królewskim w Sztokholmie książę Karol Filip Bernadotte poślubił modelkę Sofię Hellqvist.
- 2021 – Naftali Bennett został premierem Izraela.
- 2023 – Inwazja Rosji na Ukrainę: w wyniku uderzenia rosyjskiego pocisku na blok mieszkalny w Krzywym Rogu zginęło 11 osób, a 34 zostały ranne.

## Eksploracja kosmosu
- 1983 – Sonda Pioneer 10 minęła orbitę Neptuna.
- 2010 – Na australijskiej pustyni wylądowała japońska sonda kosmiczna Hayabusa, która pobrała próbki materii z planetoidy (25143) Itokawa.

## Urodzili się
- 40 – Juliusz Agrykola, wódz rzymski (zm. 93)
- 823 – Karol II Łysy, król zachodniofrankijski, cesarz rzymski (zm. 877)
- 839 – Karol Otyły, król zachodniofrankijski, cesarz rzymski (zm. 888)
- 1500 – Ernest Bawarski, książę bawarski, hrabia kłodzki, duchowny katolicki, biskup Pasawy, arcybiskup Salzburga (zm. 1560)
- 1508 – Alessandro Piccolmini, włoski prozaik, dramaturg, astronom, filozof (zm. 1578)
- 1539 – (data chrztu) Jost Amman, szwajcarski malarz, rytownik (zm. 1591)
- 1555 – Giovanni Antonio Magini, włoski astronom, kartograf, matematyk (zm. 1617)
- 1556 – (data chrztu) Pomponio Nenna, włoski kompozytor (zm. 1608)
- 1570 – (data chrztu) Paul Peuerl, niemiecki kompozytor, organista, budowniczy organów (zm. po 1625)
- 1595 – Jan Marcus Marci, czeski lekarz, fizyk, matematyk (zm. 1667)
- 1619 – (data chrztu) Jan Victors, holenderski malarz, rysownik (zm. po 1676)
- 1636 – (lub 12 czerwca) Francesco Nerli, włoski duchowny katolicki, arcybiskup Florencji, biskup Asyżu, kardynał (zm. 1708)
- 1645 – Giacomo Cantelmi, włoski duchowny katolicki, arcybiskup Neapolu, nuncjusz apostolski, kardynał (zm. 1702)
- 1661 – Pedro António de Menezes Noronha de Albuquerque, portugalski polityk (zm. 1731)
- 1665 – Antonio Pacchioni, włoski lekarz, anatom (zm. 1726)
- 1692 – Joseph Highmore, brytyjski malarz portrecista, pisarz (zm. 1780)
- 1700 – Antoni Bogusz, polski szlachcic, pułkownik, polityk (zm. 1796)
- 1702 – Michał Kazimierz Radziwiłł Rybeńko, polski książę, dowódca wojskowy, polityk (zm. 1762)
- 1703 – Karol Józef Sedlnicki, polski szlachcic, polityk (zm. 1761)
- 1729 – Antoni Onufry Okęcki, polski duchowny katolicki, biskup chełmski i poznański, kanclerz wielki koronny (zm. 1793)
- 1747 – Gerhard Johan von Heidenstam, szwedzki dyplomata (zm. 1803)
- 1750 – Adrian Butrymowicz, ukraiński duchowny greckokatolicki, biskup pomocniczy archieparchii kijowskiej i brzeskiej (zm. 1819)
- 1752 – Frances Burney, brytyjska pisarka, pamiętnikarka (zm. 1840)
- 1753 – Johan Afzelius, szwedzki chemik, wykładowca akademicki (zm. 1837)
- 1761 – Anton Wranitzky, austriacki kompozytor, skrzypek, dyrygent (zm. 1820)
- 1764 – Antoni Luboradzki, polski duchowny katolicki, biskup płocki (zm. 1822)
- 1765 – Anton Eberl, austriacki pianista, kompozytor (zm. 1807)
- 1773 – Thomas Young, brytyjski lekarz, fizjolog, fizyk, egiptolog (zm. 1829)
- 1775 – Antoni Henryk Radziwiłł, polski książę, polityk, namiestnik Wielkiego Księstwa Poznańskiego, kompozytor (zm. 1833)
- 1786 – Winfield Scott, amerykański generał (zm. 1866)
- 1787 – Antoni Dzimiński, polski major, uczestnik powstania listopadowego (zm. 1864)
- 1790 – José Antonio Páez, wenezuelski generał, polityk, prezydent Wenezueli (zm. 1873)
- 1795 – Thomas Arnold, brytyjski duchowny anglikański, historyk, pedagog (zm. 1842)
- 1807:
  - Wilhelm Kolberg, polski inżynier pochodzenia niemieckiego (zm. 1877)
  - Antoni Stabik, polski duchowny katolicki, poeta (zm. 1887)
- 1809 – Heinrich Hoffmann, niemiecki pisarz (zm. 1894)
- 1812 – Izmaił Sriezniewski, rosyjski etnograf, slawista, wykładowca akademicki (zm. 1880)
- 1815 – Antoni Kolberg, polski malarz (zm. 1882)
- 1816 – Antoni Czajkowski, polski prawnik, poeta, tłumacz (zm. 1873)
- 1821:
  - Albert Victor de Broglie, francuski książę, polityk, historyk (zm. 1901)
  - Gustavus Fox, amerykański oficer marynarki wojennej (zm. 1883)
  - Antoni Jeziorański, polski generał, uczestnik powstania styczniowego (zm. 1882)
- 1822 – Carl Ernst Heinrich Schmidt, niemiecki chemik, wykładowca akademicki (zm. 1894)
- 1826 – Benoît Rouquayrol, francuski inżynier, wynalazca (zm. 1875)
- 1828 – Bindon Blood Stoney, irlandzki inżynier (zm. 1909)
- 1831 – James Clerk Maxwell, szkocki fizyk, matematyk, wykładowca akademicki (zm. 1879)
- 1845 – Enrico Hillyer Giglioli, włoski przyrodnik (zm. 1909)
- 1849:
  - Antoni Osuchowski, polski działacz narodowy, prawnik, publicysta (zm. 1928)
  - Arseniusz z Trigolo, włoski kapucyn, błogosławiony (zm. 1909)
- 1850 – Kazimierz Gliński, polski poeta, prozaik, dramaturg (zm. 1920)
- 1851:
  - Paweł Jedzink, polski duchowny katolicki, biskup pomocniczy poznański, (zm. 1918)
  - Domenico Svampa, włoski duchowny katolicki, biskup Forlì i arcybiskup Bolonii, kardynał (zm. 1907)
- 1852 – Franz Oppenheim, niemiecki chemik (zm. 1929)
- 1853 – Józef Wincenty Kruszewski, polski malarz, ilustrator, karykaturzysta (zm. 1920)
- 1854 – Charles Parsons, brytyjski przemysłowiec (zm. 1931)
- 1857 – Antoni Trznadel, polski duchowny i teolog katolicki, wykładowca akademicki (zm. 1908)
- 1859 – Konstanty Gorski, polski kompozytor, skrzypek (zm. 1924)
- 1860 – Jan Bystroń, polski językoznawca, dialektolog, pedagog (zm. 1902)
- 1862 – Augustyn Bistrzycki, szwajcarski chemik, wykładowca akademicki pochodzenia polskiego (zm. 1936)
- 1863 – Antoni Lewicki, polski rolnik, polityk (zm. 1944)
- 1865 – William Butler Yeats, irlandzki poeta (zm. 1939)
- 1866 – Aby Warburg, niemiecki historyk i teoretyk sztuki, kulturoznawca (zm. 1929)
- 1870 – Jules Bordet, belgijski bakteriolog, immunolog, wykładowca akademicki, laureat Nagrody Nobla (zm. 1961)
- 1872 – Jan Szczepanik, polski wynalazca (zm. 1926)
- 1873 – Antun Gustav Matoš, chorwacki pisarz (zm. 1914)
- 1874:
  - Marko Czeremszyna, ukraiński pisarz, prawnik, działacz społeczny pochodzenia rusińskiego (ur. 1927)
  - Leopoldo Lugones, argentyński poeta (zm. 1938)
- 1877 – Joseph Stella, amerykański malarz pochodzenia włoskiego (zm. 1946)
- 1878 – Antoni Kamieński, polski inżynier metalurg, polityk, wojewoda łódzki, minister spraw wewnętrznych (zm. 1942)
- 1879:
  - Margarete Gräfin Keyserlingk, niemiecka działaczka społeczna, polityk (zm. 1958)
  - Antonina Sokolicz, polska pisarka, publicystka, tłumaczka, aktorka, działaczka kulturalna i społeczna, aktywistka ruchu socjalistycznego i komunistycznego (zm. 1942)
- 1882:
  - Zigmontas Antanas Aleksa, litewski działacz komunistyczny (zm. 1940)
  - Albert Bosquet, belgijski strzelec sportowy (zm. ?)
  - Olga Romanowa, wielka księżna Rosji (zm. 1960)
  - Henryk Antoni Szuman, polski duchowny katolicki, męczennik, Sługa Boży (zm. 1939)
- 1883 – Antoni Wawrzyniak, polski operator filmowy, starszy sierżant AK, uczestnik powstania warszawskiego (zm. 1954)
- 1884:
  - Dobri Bożiłow, bułgarski bankier, polityk, premier Bułgarii (zm. 1945)
  - Antoni Chlondowski, polski salezjanin, kompozytor (zm. 1963)
  - Leon Chwistek, polski pisarz, filozof, malarz, matematyk, logik, teoretyk sztuki (zm. 1944)
  - Anton Drexler, niemiecki ślusarz, polityk (zm. 1942)
  - Gerald Gardner, brytyjski pisarz, okultysta (zm. 1964)
  - Étienne Gilson, francuski filozof, historyk filozofii, wykładowca akademicki (zm. 1978)
  - Antoni Peretiatkowicz, polski prawnik, wykładowca akademicki (zm. 1956)
  - Petr Zenkl, czeski polityk, działacz emigracyjny (zm. 1975)
- 1885:
  - Collier Cudmore, australijski prawnik, polityk, wojskowy, wioślarz (zm. 1971)
  - Erik Fredriksson, szwedzki przeciągacz liny (zm. 1930)
  - Roland Morillot, francuski kapitan marynarki (zm. 1915)
  - Antoni Waśkowski, polski poeta, dramaturg, malarz (zm. 1966)
- 1886:
  - Antoni Balinger, polski major intendent, działacz niepodległościowy (zm. 1940)
  - Boris Wolin, radziecki dziennikarz, polityk pochodzenia żydowskiego (zm. 1957)
- 1887 – André François-Poncet, francuski dyplomata, polityk (zm. 1978)
- 1888:
  - Antoni Kajetanowicz, polski podpułkownik piechoty (zm. 1940)
  - Antoni Owsianik, polski inżynier, działacz narodowy i polityk narodowości białoruskiej, członek Rady Białostockiej Republiki Ludowej, poseł na Sejm RP (zm. 1933?)
  - Fernando Pessoa, portugalski poeta (zm. 1935)
  - Marc Pincherle, francuski muzykolog, wykładowca akademicki (zm. 1974)
  - Joseph Pletincx, belgijski piłkarz wodny, pływak (zm. 1971)
  - Elisabeth Schumann, niemiecka śpiewaczka operowa (sopran) (zm. 1952)
- 1889:
  - Amadeo Bordiga, włoski polityk komunistyczny (zm. 1970)
  - Adolphe Pégoud, francuski pilot, as myśliwski, pionier akrobacji lotniczej (zm. 1915)
- 1890 – Aleksander Dębski, polski prawnik, polityk, poseł na Sejm RP, wojewoda wołyński (zm. 1942)
- 1891 – Antoni Pączek, polski polityk, samorządowiec, prezydent Lublina (zm. 1952)
- 1892 – Basil Rathbone, brytyjski aktor (zm. 1967)
- 1893:
  - Przemysław Barthel de Weydenthal, polski pułkownik (zm. 1919)
  - Dorothy L. Sayers, brytyjska pisarka (zm. 1957)
- 1894:
  - Tay Garnett, amerykański reżyser filmowy (zm. 1977)
  - Jacques-Henri Lartigue, francuski malarz, fotograf (zm. 1986)
- 1896:
  - Józef Giaccardo, włoski duchowny katolicki, wikariusz generalny paulistów, błogosławiony (zm. 1948)
  - Anders Henrikson, szwedzki aktor, reżyser filmowy (zm. 1965)
- 1897:
  - Paavo Nurmi, fiński lekkoatleta, długodystansowiec (zm. 1973)
  - Stefan Wolas, polski związkowiec, polityk, prezydent Krakowa (zm. 1976)
- 1898 – Anton Podbevšek, słoweński poeta, eseista (zm. 1981)
- 1899 – Carlos Chávez, meksykański kompozytor, dyrygent (zm. 1978)
- 1900:
  - Władysław Bartkowiak, polski sierżant pilot (zm. 1920)
  - Anton Kocian, słowacki nauczyciel, ornitolog (zm. 1984)
  - Bohdan Lachert, polski architekt, pedagog (zm. 1987)
  - Měrćin Nowak-Njechorński, serbołużycki malarz, pisarz (zm. 1990)
  - Johan Støa, norweski lekkoatleta, kolarz, biegacz i skoczek narciarski (zm. 1991)
- 1901 – Tage Erlander, szwedzki polityk, premier Szwecji (zm. 1985)
- 1902 – John Meehan, amerykański scenograf filmowy (zm. 1963)
- 1903:
  - Feliks Bryś, polski krajoznawca, przewodnik turystyczny (zm. 1986)
  - Helena Hleb-Koszańska, polska bibliograf (zm. 1983)
- 1904:
  - Kiejstut Bacewicz, polski pianista, kompozytor (zm. 1993)
  - Józef Maroszek, polski konstruktor broni (zm. 1985)
- 1905:
  - Antoni Olechnowicz, polski podpułkownik (zm. 1951)
  - Franco Riccardi, włoski szermierz (zm. 1968)
  - Chen Yun, chiński polityk komunistyczny (zm. 1995)
- 1906 – Bruno de Finetti, włoski matematyk, statystyk (zm. 1985)
- 1908 – Maria Elena Vieira da Silva, brazylijska malarka (zm. 1992)
- 1909:
  - František Horák, czeski kynolog (zm. 1997)
  - Vladimír Neff, czeski pisarz (zm. 1983)
- 1910:
  - Gonzalo Torrente Ballester, hiszpański pisarz, krytyk literacki (zm. 1999)
  - Mary Wickes, amerykańska aktorka (zm. 1995)
- 1911 – Luis Walter Alvarez, amerykański fizyk, laureat Nagrody Nobla (zm. 1988)
- 1912:
  - Hector de Saint-Denys Garneau, kanadyjski pisarz (zm. 1943)
  - Samuel A. Taylor, amerykański pisarz (zm. 2000)
- 1913:
  - Alfie Fripp, brytyjski pilot wojskowy (zm. 2013)
  - Antoni Gronowicz, polski pisarz (zm. 1985)
  - Humberto Mariles, meksykański jeździec sportowy (zm. 1972)
- 1914 – Nikołaj Aleksiejew, radziecki marszałek wojsk łączności (zm. 1980)
- 1915 – Don Budge, amerykański tenisista (zm. 2000)
- 1916 – Stanisław Gać, polski pułkownik lekarz, działacz społeczny i państwowy (zm. 2016)
- 1917:
  - Halina Gryglaszewska, polska aktorka, reżyserka teatralna (zm. 2010)
  - Augusto Roa Bastos, paragwajski prozaik, dramaturg, poeta, dziennikarz (zm. 2005)
- 1918 – Ben Johnson, amerykański aktor (zm. 1996)
- 1919:
  - Maria Apollonio, włoska lekkoatletka, sprinterka (zm. 1990)
  - Antonio Magnoni, włoski duchowny katolicki, arcybiskup, urzędnik Kurii Rzymskiej, nuncjusz apostolski (zm. 2007)
- 1920:
  - Eiji Okada, japoński aktor (zm. 1995)
  - Jean Polak, belgijski architekt (zm. 2012)
  - Danuta Przystasz, polska prawnik, uczestniczka powstania warszawskiego (zm. 2019)
- 1921:
  - Muhibbe Darga, turecka archeolog, wykładowczyni akademicka (zm. 2018)
  - Lennart Strand, szwedzki lekkoatleta, średniodystansowiec (zm. 2004)
  - Janusz Włodarski, polski podharcmistrz, członek Szarych Szeregów (zm. 1942)
- 1922:
  - Tadeusz Barucki, polski architekt, historyk sztuki, publicysta (zm. 2022)
  - Włodzimierz Owsiejczyk, polski pułkownik MO (zm. 2008)
- 1923:
  - Antônio Ferreira, brazylijski trener piłkarski (zm. 1999)
  - Piotr Lutczyn, polski reżyser, scenarzysta i scenograf filmowy (zm. 1985)
  - Grzegorz Sinko, polski anglista (zm. 2000)
  - Melania Sinoracka, polska lekkoatletka, kulomiotka i oszczepniczka, siatkarka (zm. 1975)
- 1924:
  - Bronisław Baczko, polski filozof, historyk myśli społecznej, wykładowca akademicki (zm. 2016)
  - Antoni Mrożewski, polski lekarz, lekkoatleta (zm. 2007)
  - Antoni Reński, polski pisarz (zm. 2003)
  - César Ruminski, francuski piłkarz pochodzenia polskiego (zm. 2009)
- 1925:
  - Wil Albeda, holenderski ekonomista, polityk (zm. 2014)
  - José Diaz Cueva, ekwadorski duchowny katolicki, biskup pomocniczy Guayaquil i Cuenca, biskup Azogues (zm. 2018)
  - Tadeusz Jodłowski, polski grafik, plakacista, scenograf (zm. 2015)
  - Zdzisław Ruziewicz, polski fizykochemik, wykładowca akademicki (zm. 1997)
- 1926:
  - Jérôme Lejeune, francuski lekarz, gentyk, Sługa Boży (zm. 1994)
  - Paul Lynde, amerykański aktor, komik (zm. 1982)
  - Eino Mäkinen, fiński sztangista (zm. 2014)
  - Inge Nilsson, szwedzki lekkoatleta, sprinter (zm. 2017)
  - Aldo Ray, amerykański aktor (zm. 1991)
- 1927:
  - Zbyněk Brynych, czeski reżyser filmowy (zm. 1995)
  - Slim Dusty, australijski piosenkarz country (zm. 2003)
  - Anthony Li Duan, chiński duchowny katolicki, arcybiskup xi’ański (zm. 2006)
  - Franco Maria Malfatti, włoski polityk, przewodniczący Komisji EWG (zm. 1991)
  - Dawid Tyszler, radziecki szablista pochodzenia żydowskiego (zm. 2014)
  - Brian Wilde, brytyjski aktor (zm. 2008)
- 1928:
  - Giacomo Biffi, włoski duchowny katolicki, arcybiskup Bolonii, kardynał (zm. 2015)
  - John Forbes Nash, amerykański matematyk, ekonomista, laureat Nagrody Banku Szwecji im. Alfreda Nobla w dziedzinie ekonomii (zm. 2015)
- 1929:
  - Wanda Lichnowska, polska siatkarka, trenerka
  - Stanisław Pichla, polski dyplomata, funkcjonariusz wywiadu cywilnego (zm. 2001)
  - Rob Slotemaker, holenderski kierowca wyścigowy (zm. 1979)
  - Pier Giuliano Tiddia, włoski duchowny katolicki, arcybiskup Oristano
  - Wiktor Wiesiełago, rosyjski fizyk (zm. 2018)
- 1930:
  - Stanisław Kołcz, polski generał brygady (zm. 2005)
  - Ryszard Kukliński, polski pułkownik, agent CIA w Sztabie Generalnym LWP (zm. 2004)
  - Emmanuel Milingo, zambijski były duchowny katolicki, arcybiskup Lusaki, egzorcysta, działacz społeczny, pisarz, osobowość medialna
  - Andrzej Mularczyk, polski pisarz, scenarzysta filmowy, reportażysta, autor słuchowisk radiowych (zm. 2024)
  - Władimir Sobczenko, radziecki dyplomata, polityk (zm. 2014)
  - Paul Veyne, francuski historyk, archeolog (zm. 2022)
- 1931:
  - Tadeusz Chudy, polski poeta (zm. 1997)
  - Bogdan Bojarski, polski matematyk, wykładowca akademicki (zm. 2018)
  - Antoni Fedorowicz, polski nauczyciel, działacz harcerski i krajoznawczy, samorządowiec, prezydent Otwocka (zm. 1998)
  - Mieczysław Gajda, polski aktor (zm. 2017)
  - Wiesław Jańczyk, polski koszykarz, piłkarz, trener
  - Jean-Jacques Marcel, francuski piłkarz (zm. 2014)
  - Wiesław Rutowicz, polski operator filmowy (zm. 2004)
  - Věra Suková, czeska tenisistka (zm. 1982)
  - Irvin Yalom, amerykański lekarz psychiatra, psychoterapeuta, wykładowca akademicki
- 1932:
  - Charles W. Misner, amerykański fizyk, teoretyk względności, wykładowca akademicki (zm. 2023)
  - Oreco, brazylijski piłkarz (zm. 1985)
- 1933:
  - Börje Carlsson, szwedzki żeglarz sportowy (zm. 2017)
  - Tom King, brytyjski polityk
  - Levente Lengyel, węgierski szachista (zm. 2014)
  - Sven-Olov Sjödelius, szwedzki kajakarz (zm. 2018)
- 1934:
  - Julian Bartosz, polski dziennikarz, historyk (zm. 2024)
  - Shirley Bloomer, brytyjska tenisistka
  - Lucjan Brychczy, polski piłkarz, trener (zm. 2024)
  - June Foulds, brytyjska lekkoatletka, sprinterka (zm. 2020)
  - James Anthony Griffin, amerykański duchowny katolicki, biskup Columbus
- 1935:
  - Christo, amerykański malarz, twórca sztuki krajobrazu pochodzenia bułgarskiego (zm. 2020)
  - Ludmiła Czernych, rosyjska astronom (zm. 2017)
  - Wiesław Makarewicz, polski biochemik, wykładowca akademicki (zm. 2021)
  - Samak Sundaravej, tajski polityk, premier Tajlandii (zm. 2009)
- 1936:
  - Michel Jazy, francuski lekkoatleta, długodystansowiec (zm. 2024)
  - Helena Růžičková, czeska aktorka (zm. 2004)
- 1937:
  - Ałła Ioszpe, rosyjska artystka estradowa (zm. 2021)
  - Irina Kiriczenko, rosyjska kolarka torowa (zm. 2020)
  - Ezio Pascutti, włoski piłkarz, trener (zm. 2017)
  - Antonio Rada, kolumbijski piłkarz (zm. 2014)
  - Raj Reddy, indyjski informatyk
  - Erich Ribbeck, niemiecki piłkarz, trener
- 1939:
  - Siegfried Fischbacher, amerykański iluzjonista (zm. 2021)
  - Antal Szentmihályi, węgierski piłkarz, bramkarz, trener
- 1940:
  - Ferdinand Botsy, madagaskarski duchowny katolicki, kapucyn, biskup Ambanja (zm. 2025)
  - Wolfgang Hottenrott, niemiecki wioślarz
  - Dallas Long, amerykański lekkoatleta, kulomiot (zm. 2024)
  - Gojko Mitić, serbski aktor, scenarzysta i reżyser filmowy
  - Aprem Mooken, indyjski duchowny wschodnioasyryjski, metropolita Indii i zwierzchnik Asyryjskiego Kościoła Wschodu w Indiach (zm. 2025)
  - Tonin Ujka, albański aktor, reżyser, polityk (zm. 2008)
- 1941:
  - Jonasz (Karpuchin), rosyjski duchowny prawosławny, biskup metropolita astrachański i jenotajewski (zm. 2020)
  - Serge Lemoyne, kanadyjski malarz (zm. 1998)
  - Ester Ofarim, izraelska piosenkarka
  - Joanna Szczerbic, polska aktorka (zm. 2014)
  - Antonio Tobias, filipiński duchowny katolicki, biskup Novaliches
  - Barry Trost, amerykański chemik, wykładowca akademicki
- 1942:
  - Abdulsalami Abubakar, nigeryjski generał, polityk, prezydent Nigerii
  - Josaphat Lebulu, tanzański duchowny katolicki, arcybiskup Arushy
  - Jerzy Pluta, polski pisarz, krytyk literacki, edytor
  - Szabolcs Szilágyi, węgierski pisarz, tłumacz
  - Barry Wood, południowoafrykański duchowny katolicki, biskup Durbanu (zm. 2017)
- 1943:
  - Malcolm McDowell, brytyjski aktor
  - Edward Skorek, polski siatkarz, trener
  - Jim Guy Tucker, amerykański polityk, gubernator Arkansas (zm. 2025)
- 1944:
  - Ban Ki-moon, południowokoreański polityk, minister spraw zagranicznych, sekretarz generalny ONZ
  - Janusz Łaznowski, polski związkowiec (zm. 2015)
- 1945:
  - Reinhard Heß, niemiecki trener skoków narciarskich (zm. 2007)
  - Tillman Thomas, grenadyjski polityk, premier Grenady
- 1946:
  - Sher Bahadur Deuba, nepalski polityk, premier Nepalu
  - Lechosław Gawlikowski, polski dziennikarz, publicysta
  - Paul Modrich, amerykański biochemik pochodzenia chorwackiego, laureat Nagrody Nobla
  - Antonio Palang, filipiński duchowny katolicki, biskup, wikariusz apostolski San Jose in Mindoro (zm. 2021)
- 1947:
  - Antoni Giza, polski historyk, bałkanista (zm. 2005)
  - Peter Holm, szwedzki piosenkarz
  - Sawo Klimowski, macedoński prawnik, polityk, p.o. prezydenta Macedonii Północnej
- 1948:
  - Krzysztof Duda, polski organista, kompozytor, producent muzyczny
  - David Hallam, brytyjski polityk
  - Anna Szulc, polska dziennikarka i prezenterka telewizyjna
- 1949:
  - Sławomir Lewandowski, polski aktor (zm. 2010)
  - Ognjan Nikołow, bułgarski zapaśnik
  - Augusto Rollandin, włoski lekarz weterynarii, samorządowiec, polityk, prezydent Doliny Aosty (zm. 2024)
  - Thierry Sabine, francuski motocyklista, awanturnik, fundator Rajdu Paryż-Dakar (zm. 1986)
  - Ulla Schmidt, niemiecka polityk
- 1950:
  - Fred Boyd, amerykański koszykarz (zm. 2023)
  - Nick Brown, brytyjski polityk
  - Gerd Zewe, niemiecki piłkarz, trener
- 1951:
  - Claude Andrey, szwajcarski piłkarz, trener
  - Anna Karpowicz-Westner, polska malarka
  - Janusz Lewandowski, polski ekonomista, polityk, poseł na Sejm RP, minister przekształceń własnościowych, eurodeputowany i eurokomisarz
  - Antoni Pawlak, polski sztangista
  - Stellan Skarsgård, szwedzki aktor
  - Tapani Tölli, fiński polityk
- 1952:
  - Cwetana Bożurina, bułgarska siatkarka
  - Jean-Marie Dedecker, belgijski judoka, trener, polityk
  - Aleksander (Iszczein), rosyjski duchowny prawosławny, biskup bakijski i nadkaspijski (zm. 2021)
  - Angelo Moreschi, włoski duchowny katolicki, wikariusz apostolski Gambella (zm. 2020)
  - Antoni Szymański, polski polityk, poseł na Sejm i senator RP
- 1953:
  - Tim Allen, amerykański aktor
  - Tony Chursky, kanadyjski piłkarz, bramkarz pochodzenia ukraińskiego
  - Georges Didi-Huberman, francuski filozof, historyk sztuki
  - Zdeněk Prokeš, czeski piłkarz (zm. 2024)
- 1954:
  - Andrzej Białkiewicz, polski inżynier, architekt, wykładowca akademicki (zm. 2023)
  - Heiner Koch, niemiecki duchowny katolicki, biskup Drezna i Miśni, arcybiskup Berlina
  - Vilis Krištopans, łotewski polityk, premier Łotwy
  - Antonina Krzysztoń, polska piosenkarka, kompozytorka, autorka tekstów
  - Andrzej Lepper, polski związkowiec, polityk, poseł na Sejm RP, minister rolnictwa, wicepremier (zm. 2011)
  - Olgierd Poniźnik, polski polityk, samorządowiec, poseł na Sejm RP, burmistrz Gryfowa Śląskiego
  - Marcin Troński, polski aktor
  - Désiré Tsarahazana, madagaskarski duchowny katolicki, arcybiskup Toamasiny, kardynał
- 1955:
  - Esko Ahonen, fiński samorządowiec, polityk, burmistrz Lestijärvi (zm. 2025)
  - Alan Hansen, szkocki piłkarz, komentator sportowy
  - Henk Numan, holenderski judoka (zm. 2018)
  - Bruno Valkeniers, belgijski i flamandzki polityk
- 1956:
  - Marek Adamiec, polski historyk literatury, krytyk literacki (zm. 2025)
  - Francesco Alfano, włoski duchowny katolicki, arcybiskup Sorrento
  - David Bright, botswański trener piłkarski (zm. 2021)
  - Leanid Taranienka, białoruski sztangista
  - Jurik Wartanian, ormiański sztangista (zm. 2018)
  - Ryszard Woźniak, polski malarz, performer, autor instalacji, teoretyk sztuki, pedagog
- 1957:
  - Michał Bajor, polski piosenkarz, aktor
  - Aleksander Broda, polski historyk sztuki
  - Rinat Dasajew, rosyjski piłkarz, bramkarz pochodzenia tatarskiego
  - Małgorzata Drozd, polska aktorka
  - Juraj Migaš, słowacki dyplomata (zm. 2015)
  - Andrzej Morozowski, polski dziennikarz
  - Anke Weigt, niemiecka lekkoatletka, skoczkini w dal
- 1958:
  - Zbigniew Rabsztyn, polski malarz, grafik, ilustrator, plakacista
  - Marek Siwek, polski wokalista, autor tekstów piosenek (zm. 2012)
- 1959:
  - Bojko Borisow, bułgarski oficer policji, karateka, polityk, premier Bułgarii
  - Artur Dmochowski, polski dziennikarz, publicysta, historyk, dyplomata
  - Klaus Iohannis, rumuński polityk pochodzenia niemieckiego, prezydent Rumunii
  - Lance Kinsey, kanadyjski aktor, scenarzysta filmowy
  - Aleksandr Koszkin, rosyjski bokser (zm. 2012)
  - Waldemar Merk, polski kajakarz
  - José Raúl Mulino, panamski polityk, prezydent Panamy
  - Chuck Nevitt, amerykański koszykarz
- 1960:
  - Leonid Kudriawcew, rosyjski pisarz science fiction
  - Antoni Parecki, polski piłkarz ręczny, bramkarz, trener
  - Jacek Wroński, polski dziennikarz, publicysta, menedżer, wykładowca akademicki
- 1961:
  - Alenka Cuderman, słoweńska piłkarka ręczna
  - Zita Pleštinská, słowacka architekt, polityk, eurodeputowana
  - Teuta Topi, albańska pierwsza dama
- 1962:
  - Jean-Pierre Amat, francuski strzelec sportowy
  - Cathy Cassidy, brytyjska autorka literatury dziecięcej i młodzieżowej
  - Mark Frankel, brytyjski aktor (zm. 1996)
  - György Hölvényi, węgierski nauczyciel, urzędnik państwowy, polityk, eurodeputowany
  - Karen Kurreck, amerykańska kolarka szosowa
  - Glenn Michibata, kanadyjski tenisista, trener pochodzenia japońskiego
  - Dave Mitchell, australijski piłkarz, trener pochodzenia szkockiego
  - Paul Motwani, szkocki szachista
  - Cezary Pazura, polski aktor, komik, piosenkarz, reżyser filmowy
  - Rudolf Powarnicyn, ukraiński lekkoatleta, skoczek wzwyż
  - Władimir Prawik, radziecki strażak, porucznik KGB (zm. 1986)
  - Ally Sheedy, amerykańska aktorka, tancerka, pisarka
  - Bence Szabó, węgierski szablista
  - Zoro, amerykański perkusista
- 1963:
  - Bettina Bunge, niemiecka tenisistka
  - Paul De Lisle, kanadyjski basista, członek zespołu Smash Mouth
  - Lech Kołakowski, polski przedsiębiorca, polityk, poseł na Sejm RP
  - Catarina Lindqvist, szwedzka tenisistka
  - Robbie Merrill, amerykański basista, członek zespołu Godsmack
  - Audrey Niffenegger, amerykańska pisarka, plastyczka
  - Félix Tshisekedi, kongijski polityk, Demokratycznej Republiki Konga
- 1964:
  - Jennifer Gillom, amerykańska koszykarka, trenerka
  - Šarūnas Marčiulionis, litewski koszykarz
  - Tamara Tichonowa, rosyjska biegaczka narciarska
- 1965:
  - Chuck Behler, amerykański perkusista
  - Tove Jaarnek, szwedzka piosenkarka
  - Krystyna, infantka hiszpańska
  - Lesli Kay, amerykańska aktorka
- 1966:
  - Naoki Hattori, japoński kierowca wyścigowy
  - Nebojša Medojević, czarnogórski polityk
  - Tibor Navracsics, węgierski prawnik, politolog, wykładowca akademicki, polityk
  - Grigorij Perelman, rosyjski matematyk
- 1967:
  - Kirił Barbutow, bułgarski zapaśnik
  - Vicky Bullett, amerykańska koszykarka
  - Yamandú Orsi, urugwajski polityk, prezydent Urugwaju
- 1968:
  - Fabio Baldato, włoski kolarz szosowy i torowy
  - David Gray, brytyjski piosenkarz, autor tekstów
  - Piotr Jegor, polski piłkarz (zm. 2020)
  - Mihály Mracskó, węgierski piłkarz, trener
  - Melissa Nathan, brytyjska pisarka, dziennikarka (zm. 2006)
  - Ivan Sokolov, bośniacki szachista
- 1969:
  - Virginie Despentes, francuska pisarka
  - Joseph Keter, kenijski lekkoatleta, długodystansowiec
  - Swietłana Kriwielowa, rosyjska lekkoatletka, kulomiotka
- 1970:
  - Marcin Bastkowski, polski montażysta filmowy
  - Rivers Cuomo, amerykański muzyk
  - Agnieszka Haupe-Kalka, polska poetka, tłumaczka
  - Mikael Ljungberg, szwedzki zapaśnik (zm. 2004)
  - Alexander Pschill, austriacki aktor
- 1971:
  - Piotr Dubiela, polski piłkarz
  - Renata Jakubowska, polska piłkarka ręczna
  - Andrzej Konieczny, polski leśnik, urzędnik państwowy, dyrektor generalny Lasów Państwowych
  - Beata Monica-Szyjka, polska lekkoatletka, biegaczka
  - Christian Strehlau, francuski siatkarz
  - Wojciech Wiewiórowski, polski prawnik
- 1972:
  - Paweł Malowaniec, polski judoka, zawodnik kurash
  - Marek Minakowski, polski filozof, historyk, genealog
- 1973:
  - Caroline Dhenin, francuska tenisistka
  - Tanner Foust, amerykański drifter, kierowca rallycrossowy, kaskader, prezenter telewizyjny
  - Alejandra García, argentyńska lekkoatletka, tyczkarka
  - Inés Gorrochategui, argentyńska tenisistka
  - Kasia Kowalska, polska piosenkarka
  - Monika Marzec, polska piłkarka ręczna
  - Leeann Tweeden, amerykańska modelka
- 1974:
  - Selma Björnsdóttir, islandzka piosenkarka, autorka tekstów
  - Steve-O, amerykański aktor, prezenter telewizyjny
  - Dušan Petković, serbski piłkarz
  - Wenelina Wenewa-Mateewa, bułgarska lekkoatletka, skoczkini wzwyż
- 1975:
  - Maciej Banaszak, polski przedsiębiorca, polityk, poseł na Sejm RP
  - Ante Covic, australijski piłkarz pochodzenia chorwackiego
  - Stefan Hübner, niemiecki siatkarz
  - Daniel Ingram, kanadyjski kompozytor muzyki filmowej, autor tekstów piosenek
  - Kim Jo-sun, południowokoreańska łuczniczka
  - Anita Lipnicka, polska piosenkarka, autorka tekstów, modelka
  - Jacek Niedźwiedzki, polski badmintonista, trener, poseł na Sejm RP
- 1976:
  - Juris Sokolovskis, łotewski dziennikarz, polityk pochodzenia rosyjskiego
  - Marc Ziegler, niemiecki piłkarz, bramkarz
- 1977:
  - Ángel Dennis, kubański siatkarz
  - Alaura Eden, amerykańska aktorka pornograficzna
  - Emily Harrison, amerykańska aktorka
  - Eugen Hmaruc, mołdawski piłkarz, bramkarz
  - Alaksiej Kalużny, białoruski hokeista
- 1978:
  - Ethan Embry, amerykański aktor
  - Stanton Fredericks, południowoafrykański piłkarz
  - Richard Kingson, ghański piłkarz, bramkarz
  - Teodor (Małachanow), rosyjski biskup prawosławny
  - Tomoe Miyamoto, japońska zapaśniczka
  - Krzysztof Saran, polski perkusista
  - Paramahamsa Vishwananda, hinduski guru
- 1979:
  - Mauro Esposito, włoski piłkarz
  - Maciej Marczewski, polski aktor
  - Bernhard Metzler, austriacki skoczek narciarski
  - Jacek Zyśk, polski piłkarz ręczny
- 1980:
  - Marcin Błaszak, polski aktor
  - Sarah Connor, niemiecka piosenkarka pochodzenia amerykańskiego
  - Maciej Gnitecki, polski judoka
  - Florent Malouda, francuski piłkarz
  - Maja Matevžič, słoweńska tenisistka
  - Juan Carlos Navarro, hiszpański koszykarz
  - Ulia Ulia, samoański rugbysta
  - Darius Vassell, angielski piłkarz
- 1981:
  - Marcin Cejrowski, polski dziennikarz i prezenter telewizyjny, konferansjer
  - Wieteke Cramer, holenderska łyżwiarka szybka
  - Guy Demel, iworyjski piłkarz
  - Chris Evans, amerykański aktor, producent filmowy pochodzenia irlandzko-włoskiego
  - Mick Fanning, australijski surfer
  - Radek Łukasiewicz, polski muzyk, kompozytor, wokalista, autor tekstów, realizator dźwięku, założyciel i lider zespołu Pustki
  - Radim Vrbata, czeski hokeista
- 1982:
  - Kenenisa Bekele, etiopski lekkoatleta, długodystansowiec
  - Krzysztof Bosak, polski polityk, poseł na Sejm RP
  - Brett Geeves, australijski krykiecista
  - Nino Maisuradze, gruzińsko-francuska szachistka
  - Leonel Parris, panamski piłkarz
- 1983:
  - Abbas Ahmad Chamis, bahrajński piłkarz, bramkarz
  - Bruce Driscoll, brazylijsko-amerykański producent muzyczny, gitarzysta, wokalista, autor tekstów
  - Steve Novak, amerykański koszykarz
- 1984:
  - Nery Castillo, meksykański piłkarz
  - Kaori Ichō, japońska zapaśniczka
  - Antje Möldner-Schmidt, niemiecka lekkoatletka, biegaczka średnio- i długodystansowa
  - Fernanda Rodrigeus, brazylijska siatkarka
  - Joyce Silva, brazylijska siatkarka
  - Lisa Willis, amerykańska koszykarka
- 1985:
  - Murad Ağakişiyev, azerski piłkarz
  - Ida Alstad, norweska piłkarka ręczna
  - Đoàn Việt Cường, wietnamski piłkarz
  - Viktor Kjäll, szwedzki curler
  - Alberto Zapater, hiszpański piłkarz
- 1986:
  - Kat Dennings, amerykańska aktorka
  - Keisuke Honda, japoński piłkarz
  - Jonathan Lucroy, amerykański baseballista
  - James Marcelin, haitański piłkarz
  - Mikałaj Nowikau, białoruski sztangista
  - Ashley Olsen, amerykańska aktorka
  - Mary-Kate Olsen, amerykańska aktorka
  - Måns Zelmerlöw, szwedzki piosenkarz, kompozytor, tancerz
- 1987:
  - Agata Borowiec, polska prawnik, polityk, poseł na Sejm RP
  - John Bryant, amerykański koszykarz
  - Marcin Lewandowski, polski lekkoatleta, średniodystansowiec
  - Opan Sat, rosyjski zapaśnik
  - Miloš Terzić, serbski siatkarz
- 1988:
  - Tracey Hannah, australijska kolarka górska
  - Hsu Wen-hsin, tajwańska tenisistka
  - Kerttu Niskanen, fińska biegaczka narciarska
- 1989:
  - Antonina Behnke, polska biegaczka średnio- i długodystansowa
  - Robyn Lawley, australijska modelka
  - Aleksiej Łowczew, rosyjski sztangista
  - Ryan McDonagh, amerykański hokeista
  - Andreas Samaris, grecki piłkarz
  - Sarsa, polska piosenkarka
  - Katarzyna Wilczyńska, polska judoczka
- 1990:
  - André Calisir, ormiański piłkarz pochodzenia szwedzkiego
  - Jakub Janouch, czeski siatkarz
  - Nadine Jenny, szwajcarska siatkarka
  - Mateusz Klich, polski piłkarz
  - Tacciana Kuchta, białoruska wioślarka
  - Andreas Martinsen, norweski hokeista
  - Aaron Taylor-Johnson, amerykański aktor
  - Matt Weinberg, amerykański aktor
- 1991:
  - Barbara Bonansea, włoska piłkarka
  - Will Claye, amerykański lekkoatleta, trójskoczek i skoczek w dal
  - Aurimas Didžbalis, litewski sztangista
  - Laura Giuliani, włoska piłkarka
  - Stefany Hernández, wenezuelska kolarka BMX
  - Iryna Kindzerśka, ukraińska i azerska judoczka
  - Ryan Mason, angielski piłkarz
  - Lorenzo Reyes, chilijski piłkarz
  - Ricardo van Rhijn, holenderski piłkarz
  - Rafael Rodrigues de Araújo, brazylijski siatkarz
  - Tomáš Staněk, czeski lekkoatleta, kulomiot
  - Anton Zabołotny, rosyjski piłkarz
- 1992:
  - Kamil Buchcic, polski piłkarz ręczny, bramkarz
  - Árni Frederiksberg, farerski piłkarz
  - Kim Jin-su, południowokoreański piłkarz
  - Paulina Pająk, polska siatkarka
  - Xiang Yanmei, chińska sztangistka
- 1993:
  - Serhij Bołbat, ukraiński piłkarz
  - Teofanis Dzandaris, grecki piłkarz
  - Milan Jevtović, serbski piłkarz
  - Thomas Partey, ghański piłkarz
  - Dienis Ten, kazachski łyżwiarz figurowy (zm. 2018)
- 1994:
  - Kajrat Dżyrgałbek uułu, kirgiski piłkarz
  - Mickey van der Hart, holenderski piłkarz, bramkarz
  - Oskar Wieczorek, polski szachista
  - Zhang Yanquan, chiński skoczek do wody
- 1995:
  - Dostonbek Tursunov, uzbecki piłkarz
  - Petra Vlhová, słowacka narciarka alpejska
- 1996:
  - Deborah Chiesa, włoska tenisistka
  - Kingsley Coman, francuski piłkarz
  - Zuzana Karaffová, słowacka lekkoatletka, skoczkini wzwyż
  - Kodi Smit-McPhee, australijski aktor
- 1997:
  - Chris Duarte, dominikański koszykarz
  - Kutman Kadyrbekow, kirgiski piłkarz, bramkarz
  - Mateusz Masłowski, polski siatkarz
  - Katie Lou Samuelson, amerykańska koszykarka
  - Agata Zacheja, polska judoczka
- 1998:
  - Paweł Dudkowski, polski piłkarz ręczny
  - Karol Fila, polski piłkarz
  - Mário Ihring, słowacki koszykarz
  - Ronaël Pierre-Gabriel, francuski piłkarz
  - Kristina Rakočević, czarnogórska lekkoatletka, miotaczka
- 1999:
  - Maddison-Lee Wesche, nowozelandzka lekkoatletka, kulomiotka
  - Fred Wright, brytyjski kolarz szosowy i torowy
- 2000:
  - Hotboii, amerykański raper, piosenkarz, autor tekstów
  - Jalen Lecque, amerykański koszykarz
  - Marcos Antônio, brazylijski piłkarz
  - Penelope Oleksiak, kanadyjska pływaczka pochodzenia ukraińsko-czeskiego
  - Hunter Tyson, amerykański koszykarz
- 2002 – Annika Belshaw, amerykańska skoczkini narciarska, kombinatorka norweska
- 2003 – Miguel Rodríguez, nikaraguański piłkarz
- 2004:
  - Douglas Mendes, brazylijski piłkarz
  - César Salandía, nikaraguański piłkarz, bramkarz
  - Maksymilian Wilczek, polski koszykarz
- 2005 – Carlos Sarabia, kolumbijski piłkarz
- 2006:
  - Allen Obando, ekwadorski piłkarz
  - Wiktor Szozda, polski skoczek narciarski

## Zmarli
- 1036 – Ali az-Zahir, kalif z dynastii Fatymidów (ur. 1005)
- 1231 – Antoni Padewski, włoski franciszkanin, teolog, doktor Kościoła, święty pochodzenia portugalskiego (ur. 1195)
- 1311 – Herman, biskup chełmiński (ur. ?)
- 1394 – Warcisław VI, książę wołogoski, rugijski i bardowski (ur. 1346)
- 1410 – Bolko III, książę ziębicki i gliwicki (ur. ?)
- 1473 – Klemens z Wydawy, polski duchowny katolicki, biskup kijowski (ur. ?)
- 1550 – Veronica Gambara, włoska arystokratka, poetka (ur. 1485)
- 1584 – Johannes Sambucus, węgierski lekarz, językoznawca, historyk, tłumacz, wydawca, pisarz, poeta, filozof, wykładowca akademicki (ur. 1531)
- 1592 – Albrycht Radziwiłł, polski książę, polityk (ur. 1558)
- 1623 – Sansa Hon'inbō, japoński gracz w go (ur. 1559)
- 1645 – Musashi Miyamoto, japoński rōnin (ur. 1584)
- 1676 – Henrietta Adelajda, księżniczka sabaudzka, księżna bawarska (ur. 1636)
- 1700 – Francesco Maidalchini, włoski kardynał (ur. 1621)
- 1728 – Fryderyk Chrystian Schaumburg-Lippe, niemiecki hrabia (ur. 1655)
- 1752 – Tomasz Antoni Zamoyski, polski magnat (ur. 1707)
- 1757 – Johann Wahl, niemiecki polityk, burmistrz i burgrabia Gdańska (ur. 1682)
- 1762 – Dorothea Erxleben, niemiecka lekarka (ur. 1715)
- 1797 – Samuel Auguste Tissot, szwajcarski neurolog (ur. 1728)
- 1807 – Ignacy Giełgud, polski generał, polityk (ur. ?)
- 1810 – Johann Gottfried Seume, niemiecki poeta, prozaik (ur. 1763)
- 1817 – Kalikst Poniński, polski książę, generał major wojsk koronnych, targowiczanin (ur. 1735)
- 1819 – Jan Ostaszewski, polski szlachcic, polityk (ur. 1745)
- 1825 – Johann Peter Melchior, niemiecki rzeźbiarz, projektant wyrobów z porcelany (ur. 1747)
- 1833 – Jakub Kubicki, polski architekt (ur. 1758)
- 1839:
  - Mikołaj Bùi Đức Thể, wietnamski męczennik i święty katolicki (ur. ok. 1792)
  - Augustyn Phan Viết Huy, wietnamski męczennik i święty katolicki (ur. ok. 1795)
- 1840 – Vincenzo Campanari, włoski archeolog, antykwariusz, poeta (ur. 1772)
- 1850 – Dionisio de Herrera, środkowoamerykański polityk, prezydent Hondurasu i Nikaragui (ur. 1781)
- 1852 – Katarzyna Piotrowska, polska superstulatka (ur. 1739?)
- 1855:
  - Aleksander Grzegorzewski, polski działacz niepodległościowy, uczestnik powstania listopadowego i krakowskiego (ur. 1806)
  - Wincenty Wiszniewski, polski astronom, wykładowca akademicki (ur. 1781)
- 1861 – Henry Gray, brytyjski anatom, chirurg (ur. 1827)
- 1864 – Henryk Dembiński, polski generał, uczestnik powstania listopadowego, podróżnik, inżynier (ur. 1791)
- 1866 – Moses F. Odell, amerykański polityk (ur. 1818)
- 1871 – Jean Eugène Robert-Houdin, francuski iluzjonista (ur. 1805)
- 1873 – Angelo Mariani, włoski dyrygent (ur. 1821)
- 1877:
  - Cesare Ciardi, włoski kompozytor, flecista (ur. 1818)
  - Ludwik III, wielki książę Hesji i Renu (ur. 1806)
- 1878 – Carl Stål, szwedzki entomolog, wykładowca akademicki (ur. 1833)
- 1882:
  - Stanisław Lukas, polski historyk (ur. 1855)
  - Wiktor Wacław Starzeński, polski ziemianin, polityk (ur. 1826)
- 1886:
  - Bernhard von Gudden, niemiecki neuroanatom, psychiatra (ur. 1824)
  - Ludwik II Wittelsbach, król Bawarii (ur. 1845)
- 1894 – Nikołaj Gay, rosyjski malarz (ur. 1831)
- 1897 – John B. Curtis, amerykański przedsiębiorca (ur. 1827)
- 1898 – Friedrich Albert von Zenker, niemiecki patolog (ur. 1825)
- 1900:
  - Johann Georg von Loeper, niemiecki posiadacz ziemski, polityk (ur. 1819)
  - Piotr II, wielki książę Oldenburga, generał (ur. 1827)
- 1901:
  - Leopoldo Alas, hiszpański pisarz, publicysta, krytyk literacki (ur. 1852)
  - Aureli Urbański, polski poeta, dramaturg, tłumacz (ur. 1844)
- 1904 – Nikiforos Litras, grecki malarz (ur. 1832)
- 1905 – Teodoros Dilijanis, grecki polityk, premier Grecji (ur. 1826)
- 1913:
  - Maurycy Gutentag, polski złotnik pochodzenia żydowskiego (ur. ?)
  - Camille Lemonnier, belgijski pisarz (ur. 1844)
  - Henri Rochefort, francuski pisarz, dziennikarz, polityk (ur. 1830)
  - Szymon Tatar (starszy), polski przewodnik tatrzański (ur. 1828 lub 32)
- 1915:
  - Zbigniew Dunin-Wąsowicz, polski rotmistrz (ur. 1882)
  - Bolesław Kubik, polski ułan (ur. 1898)
- 1916 – Juliusz Iskierski, polski marszałek polny armii austro-węgierskiej (ur. 1852)
- 1918:
  - Samuel Jean de Pozzi, francuski chirurg, ginekolog pochodzenia włosko-szwajcarskiego (ur. 1846)
  - Michał Aleksandrowicz Romanow, wielki książę Rosji (ur. 1878)
- 1919 – Adam Krechowiecki, polski prozaik, dramaturg, krytyk literacki (ur. 1850)
- 1920 – Esad Pasza Toptani, albański wojskowy, polityk pochodzenia tureckiego, premier Albanii (ur. 1863)
- 1921 – José Miguel Gómez, kubański wojskowy, polityk, prezydent Kuby (ur. 1858)
- 1922 – Bronisław Chąciński, polski lekarz, działacz społeczny (ur. 1868)
- 1925 – Adolf Noreen, szwedzki germanista (ur. 1854)
- 1926 – Nikola Czcheidze, gruziński działacz mienszewicki (ur. 1864)
- 1928:
  - Robert Wynn Carrington, brytyjski arystokrata, polityk (ur. 1843)
  - Gertrude Woodcock Seibert, amerykańska poetka, autorka tekstów pieśni Badaczy Pisma Świętego (ur. 1864)
- 1930 – Henry Segrave, brytyjski kierowca wyścigowy (ur. 1896)
- 1931:
  - Shibasaburō Kitasato, japoński lekarz, bakteriolog (ur. 1853)
  - Santiago Rusiñol, kataloński malarz, prozaik, dramaturg, kolekcjoner (ur. 1861)
- 1932 – William C. Redfield, amerykański polityk, sekretarz handlu (ur. 1858)
- 1938 – Domenico Bartolomei, włoski duchowny katolicki, Sługa Boży (ur. 1878)
- 1939 – Frank Tinker, amerykański pilot wojskowy, as myśliwski (ur. 1909)
- 1940:
  - George Fitzmaurice, amerykański reżyser i producent filmowy (ur. 1885)
  - Witold Świerz, polski lekarz, taternik, narciarz (ur. 1885)
  - Robert Wohlfeil, polski duchowny katolicki (ur. 1889)
- 1942 – Zbigniew Skłodowski, polski harcmistrz (ur. 1920)
- 1943:
  - Adam Bilik, polski lekarz, działacz katolicki (ur. 1899)
  - Stanisław Dec, polski architekt (ur. 1862)
  - Sava Kovačević, jugosłowiański pułkownik, dowódca partyzancki (ur. 1905)
- 1944:
  - Henri Ghéon, francuski prozaik, nowelista, dramaturg (ur. 1875)
  - Jerzy Makowiecki, polski architekt, inżynier, polityk, prezes Stronnictwa Demokratycznego, kierownik Wydziału Informacji Biura Informacji i Propagandy AK (ur. 1896)
  - Ludwik Widerszal, polski historyk, archiwista, członek Wydziału Informacji Biura Informacji i Propagandy AK (ur. 1909)
- 1945 – Johan Hübner von Holst, szwedzki kapitan, strzelec sportowy (ur. 1881)
- 1946 – Sigmund Livingston, niemiecko-amerykański prawnik pochodzenia żydowskiego (ur. 1872)
- 1947 – Jarosław Kociołek, ukraiński porucznik UPA (ur. 1922)
- 1948:
  - Osamu Dazai, japoński pisarz (ur. 1909)
  - Otto Marburg, austriacki neurolog, neuroanatom, neuropatolog (ur. 1874)
- 1950 – Ksawery Pruszyński, polski dziennikarz, pisarz, publicysta, tłumacz, dyplomata (ur. 1907)
- 1951 – Ben Chifley, australijski polityk, premier Australii (ur. 1885)
- 1952:
  - Andreas Brecke, norweski żeglarz sportowy (ur. 1879)
  - Maria Buyno-Arctowa, polska pisarka (ur. 1877)
  - Emma Eames, amerykańska śpiewaczka operowa (sopran) (ur. 1865)
- 1953 – Rudolf Rademacher, niemiecki pilot wojskowy, as myśliwski (ur. 1913)
- 1955 – Bartel Jonkman, amerykański polityk (ur. 1884)
- 1957:
  - Irving Baxter, amerykański wszechstronny lekkoatleta (ur. 1876)
  - Carl Bonde, szwedzki jeździec sportowy (ur. 1872)
- 1958 – Pierre-Étienne Flandin, francuski polityk, premier Francji (ur. 1889)
- 1960:
  - Kenneth McArthur, południowoafrykański lekkoatleta, długodystansowiec (ur. 1881)
  - Carl Seyfert, amerykański astronom (ur. 1911)
- 1961 – Witold Kajruksztis, polski malarz, grafik pochodzenia litewskiego (ur. 1890)
- 1964 – Franciszek Pfeiffer, polski generał (ur. 1895)
- 1965 – Martin Buber, austriacki filozof, religioznawca pochodzenia żydowskiego (ur. 1878)
- 1967 – Gerald Patterson, australijski tenisista (ur. 1895)
- 1969 – Władysław Blinstrub, polski komandor (ur. 1882)
- 1970:
  - Piotr Dudziec, polski duchowny katolicki, biskup pomocniczy płocki (ur. 1906)
  - Gonzalo Roig, kubański muzyk, kompozytor (ur. 1890)
- 1971:
  - Richmond Landon, amerykański lekkoatleta, skoczek wzwyż (ur. 1898)
  - Sergiusz Prytycki, radziecki polityk (ur. 1913)
- 1972:
  - Georg von Békésy, węgierski fizyk, laureat Nagrody Nobla (ur. 1899)
  - Nathan Bor, amerykański bokser (ur. 1913)
  - Clyde McPhatter, amerykański piosenkarz (ur. 1932)
  - Stanisław Skurczyński, polski duchowny katolicki, geolog, archeolog (ur. 1892)
- 1973:
  - Jonas Aistis, litewski poeta (ur. 1904)
  - Trofim Łomakin, radziecki sztangista (ur. 1924)
- 1974 – Pia Górska, polska malarka, poetka, pisarka, działaczka społeczna (ur. 1878)
- 1975:
  - José María Guido, argentyński adwokat, polityk, prezydent Argentyny (ur. 1910)
  - Arturo Tabera Araoz, hiszpański duchowny katolicki, arcybiskup Pampeluny, kardynał (ur. 1903)
- 1977:
  - Pierina Belli, włoska Służebnica Boża (ur. 1883)
  - Tor Bergeron, szwedzki meteorolog (ur. 1891)
  - Tom C. Clark, amerykański prawnik (ur. 1899)
  - Mikko Husu, fiński biegacz narciarski (ur. 1905)
  - Wasilij Osienienko, radziecki polityk (ur. 1916)
- 1980:
  - Maryla Falk, polska indolog, religioznawczyni (ur. 1906)
  - Walter Rodney, gujański historyk, polityk (ur. 1942)
- 1981 – Jean-Louis Lafosse, francuski kierowca wyścigowy (ur. 1941)
- 1982:
  - Riccardo Paletti, włoski kierowca wyścigowy (ur. 1958)
  - Chalid ibn Abd al-Aziz Al Su’ud, król Arabii Saudyjskiej (ur. 1913)
- 1984:
  - Ken Armstrong, angielsko-nowozelandzki piłkarz, trener (ur. 1924)
  - Karol Małcużyński, polski dziennikarz, publicysta, polityk, poseł na Sejm PRL (ur. 1922)
- 1986:
  - Benny Goodman, amerykański klarnecista jazzowy pochodzenia żydowskiego (ur. 1909)
  - Dean Reed, amerykański piosenkarz, aktor (ur. 1938)
  - Leszek Szuman, polski astrolog, ekonomista, poliglota, tłumacz, ezoteryk (ur. 1903)
- 1987 – Geraldine Page, amerykańska aktorka (ur. 1924)
- 1989:
  - Fran Allison, amerykańska aktorka (ur. 1907)
  - Eduard Päll, estoński językoznawca, literaturoznawca, wykładowca akademicki, pisarz, polityk komunistyczny (ur. 1903)
- 1990 – Aleksandr Zagriecki, rosyjski piłkarz, trener (ur. 1911)
- 1991:
  - Karl Bielig, niemiecki polityk (ur. 1898)
  - Stefan Gołębiowski, polski poeta, działacz społeczny, polityk, poseł na Sejm PRL (ur. 1900)
- 1992:
  - Pumpuang Duangjan, tajska piosenkarka, aktorka (ur. 1961)
  - Carl Nordenfalk, szwedzki historyk sztuki, wykładowca akademicki (ur. 1907)
  - Qu Wu, chiński generał, polityk (ur. 1898)
  - Józef Spors, polski historyk, wykładowca akademicki (ur. 1941)
- 1993:
  - Ewald Dytko, polski piłkarz (ur. 1914)
  - Deke Slayton, amerykański major lotnictwa, astronauta (ur. 1924)
- 1994:
  - Charles Beckwith, amerykański pułkownik (ur. 1929)
  - Nadia Gray, rumuńska aktorka (ur. 1923)
  - Stasys Lozoraitis (junior), litewski dyplomata, polityk i działacz emigracyjny (ur. 1924)
- 1995 – Henryk Golański, polski polityk, minister szkolnictwa wyższego (ur. 1908)
- 1996 – Jerzy Rostkowski, polski aktor (ur. 1938)
- 1997 – Edward Roguszczak, polski rzeźbiarz, ceramik (ur. 1927)
- 1998:
  - Lucio Costa, brazylijski architekt (ur. 1902)
  - Klemens Nowak, polski pułkownik, działacz piłkarski (ur. 1919)
  - Birger Ruud, norweski skoczek narciarski, narciarz alpejski (ur. 1911)
  - Éric Tabarly, francuski żeglarz, oficer marynarki wojennej (ur. 1931)
- 1999 – Kjell Rosén, szwedzki piłkarz (ur. 1921)
- 2000:
  - Robert Dienst, austriacki piłkarz, trener (ur. 1928)
  - Jefim Gamburg, rosyjski twórca filmów animowanych pochodzenia żydowskiego (ur. 1925)
  - Alois Jedlička, czeski językoznawca, wykładowca akademicki (ur. 1912)
- 2001:
  - Luise Krüger, niemiecka lekkoatletka, oszczepniczka (ur. 1915)
  - Rejzl Żychlińska, polska poetka pochodzenia żydowskiego (ur. 1910)
- 2002:
  - Ante Mladinić, chorwacki piłkarz, trener (ur. 1929)
  - Ralph Shapey, amerykański kompozytor, dyrygent (ur. 1921)
- 2003:
  - Meraj Khalid, pakistański prawnik, polityk, tymczasowy premier Pakistanu (ur. 1916)
  - Silvio Pedroni, włoski kolarz szosowy (ur. 1918)
- 2004 – Marek Sell, polski informatyk (ur. 1951)
- 2005:
  - Krzysztof Barański, polski fotograf, dziennikarz, wydawca (ur. 1945)
  - Álvaro Cunhal, portugalski działacz komunistyczny (ur. 1913)
  - Lane Smith, amerykański aktor (ur. 1936)
- 2006:
  - Charles Haughey, irlandzki polityk, premier Irlandii (ur. 1925)
  - Hiroyuki Iwaki, japoński dyrygent (ur. 1932)
  - Dennis Shepherd, południowoafrykański bokser (ur. 1926)
- 2007:
  - Claude Netter, francuski florecista (ur. 1924)
  - Néstor Rossi, argentyński piłkarz, trener (ur. 1925)
  - Jacek Skubikowski, polski piosenkarz, gitarzysta, kompozytor, autor tekstów (ur. 1954)
- 2009 – Amran Halim, indonezyjski językoznawca, wykładowca akademicki (ur. 1929)
- 2010 – Siergiej Trietiakow, rosyjski funkcjonariusz KGB (ur. 1956)
- 2011 – Grzegorz Oniszczuk, polski raper (ur. 1980)
- 2012:
  - Roger Garaudy, francuski filozof (ur. 1913)
  - William Knowles, amerykański chemik, laureat Nagrody Nobla (ur. 1917)
  - Hannu Posti, fiński biathlonista (ur. 1926)
- 2013:
  - Mohammed Al-Khilaiwi, saudyjski piłkarz (ur. 1971)
  - Tadeusz Zbigniew Dworak, polski astronom, pisarz, tłumacz (ur. 1942)
  - Kenji Utsumi, japoński aktor (ur. 1937)
- 2014 – Gyula Grosics, węgierski piłkarz, bramkarz (ur. 1926)
- 2015 – Ryszard Marchlik, polski kajakarz, trener (ur. 1939)
- 2016:
  - Ofelia Hambardzumian, ormiańska wokalistka (ur. 1925)
  - Mihaly Meszaros, węgierski aktor (ur. 1939)
- 2017:
  - A.R. Gurney, amerykański pisarz (ur. 1930)
  - Anita Pallenberg, włoska modelka, aktorka (ur. 1942)
- 2018:
  - Anne Donovan, amerykańska koszykarka (ur. 1961)
  - Charles Vinci, amerykański sztangista (ur. 1933)
- 2019:
  - Pierre DuMaine, amerykański duchowny katolicki, biskup San Jose w Kalifornii (ur. 1931)
  - Edith González, meksykańska aktorka (ur. 1964)
  - Şeref Has, turecki piłkarz (ur. 1936)
  - Rosario Parmeggiani, włoski piłkarz wodny (ur. 1937)
- 2020:
  - Zygfryd Korpalski, polski rzeźbiarz (ur. 1930)
  - Edén Pastora, nikaraguański działacz rewolucyjny, polityk (ur. 1937)
  - Jean Raspail, francuski pisarz, podróżnik (ur. 1925)
- 2021:
  - Ned Beatty, amerykański aktor (ur. 1937)
  - Sven Erlander, szwedzki matematyk (ur. 1934)
  - Barbara Kicińska-Kamińska, polska piosenkarka (ur. 1929)
  - Nikita Mandryka, francuski rysownik prasowy i komiksowy (ur. 1940)
  - Tadeusz Witold Pieczyński, polski związkowiec, polityk, samorządowiec, prezydent Ostrołęki (ur. 1948)
- 2022:
  - Noel Campbell, irlandzki piłkarz, trener (ur. 1949)
  - Anatolij Michajłow, rosyjski lekkoatleta, płotkarz (ur. 1936)
  - Carlos Ortiz, portorykański bokser (ur. 1936)
  - Rolando Serrano, kolumbijski piłkarz, trener (ur. 1938)
- 2023 – Cormac McCarthy, amerykański prozaik, dramaturg, scenarzysta filmowy (ur. 1933)
- 2024:
  - Tommy Banks, angielski piłkarz (ur. 1929)
  - Benji Gregory, amerykański aktor (ur. 1978)
- 2025:
  - Andrzej Anklewicz, polski pracownik administracji, polityk, komendant główny Straży Granicznej, funkcjonariusz MO i kontrwywiadu (ur. 1953)
  - Mohammad Bagheri, irański dowódca wojskowy, szef sztabu sił zbrojnych Iranu (ur. ?)
  - Esma’il Gha’ani, irański wojskowy, dowódca sił Ghods (ur. 1957)
  - Franzo Grande Stevens, włoski prawnik, działacz piłkarski, prezes Juventusu Turyn (ur. 1928)
  - Amir Ali Hadżizade, irański wojskowy, generał, dowódca sił powietrznych Korpusu Strażników Rewolucji Islamskiej (ur. 1962)
  - Henryk Masternak, polski przedsiębiorca, samorządowiec, prezydent Zielonej Góry (ur. 1948)
  - Piotr Nowina-Konopka, polski ekonomista, polityk, poseł na Sejm RP, działacz społeczny, dyplomata (ur. 1949)
  - Hosejn Salami, irański generał major, dowódca Korpusu Strażników Rewolucji Islamskiej (ur. 1960)
  - Ali Szamchani, irański wojskowy, wiceadmirał, polityk, minister obrony (ur. 1955)